# Raymi Phénix
Raymi Phénix, de son vrai nom Raymond Calcas, né le 6 mai 1973 à Nice,, est un mentaliste, conférencier formateur et consultant français. Il se fait connaître grâce à ses expériences pour comprendre le fonctionnement du cerveau humain.

## Biographie
Raymi Phénix naît le 6 mai 1973 et vit depuis 2013 en Haute-Savoie,. Jeune, il connaît une enfance difficile, étant mis de côté par ses camarades de classe,.
À l’âge de dix ans, il découvre Dominique Webb, un illusionniste et hypnotiseur français. Les interventions télévisées de ce dernier lui donnent l’envie de se tourner vers différentes formes de maîtrise psychique, telles que l’hypnose, la morphopsychologie ou encore le mentalisme.
Après avoir obtenu le baccalauréat, il suit des cours à l’Institut international d’hypnose et PNL à Nice, où il y est désormais professeur.  Raymond Calcas officialise alors le nom de Raymi Phénix. En 1993, il rejoint le cercle fermé des « 10 mentalistes français confirmés »,.
Afin de dévoiler au grand public l’étendue des capacités du mental humain, Raymi Phénix réalise des spectacles, donne des conférences et propose des séances de consultation. Son activité se répartit ainsi : 40 % dans la recherche, 30 % en formation, 20 % en consultation et coaching, 10 % en conférences et shows,,,.
Raymi Phénix affirme qu'une partie des recettes est reversée à des œuvres caritatives, humanitaires ou d'utilité publique. 
Il soutient également le SNH (Syndicat National des Hypnothérapeutes), un syndicat français,. 

## Représentations et expérimentations
Depuis 2006, il se produit avec son one-man-show intitulé Et si...!. Il s’agit d’un spectacle interactif de deux heures qui mêle dix expériences dont la télépathie, l'hypnose, la mémoire prodigieuse, la psychométrie,...
Dans un but de sensibilisation et de recherche personnelle, Raymi Phénix a réalisé une expérience appelée "vivre sans mes sens"  dans laquelle il s'est donné le défi de vivre en situation de handicap sensoriel en abordant diverses activités et d'appréhender l'apprentissage lié au handicap. Pour réaliser ce défi, il est resté pendant une semaine privé de la vue en avril 2018 puis une semaine privé de l’ouïe en juillet 2018 et pour finir une semaine sourd et aveugle en septembre 2018,,,. 

## Conférences et shows
- 2006 : Monte-Carlo Magic Stars présidé par La Princesse Stéphanie de Monaco
- 2006 : soirée de Noël au palais princier de Monaco [16]
- 2007 : La Nuit de l'impossible [17]
- 2008 : Fantasmagories [18]
- 2012 : Sérénissimes de l'humour [19]
- 2013 : salon Loisirs d'eau à Eurexpo[20]
- 2016 : salon du nautisme à Lyon [21]

## Télévisions nationales
- 1993 : Coucou, c'est Dechavanne !, TF1
- 1995 : 40° à l'ombre, France 3
- 1996 : C'est l'heure, France 2
- 2007 : Le fabuleux pari de la princesse Stéphanie, M6
- 2013 : Enquête très spéciale, D17
- 2022 : Balthazar (consultant pour l'épisode 2 de la saison 4), TF1